# Allocosa absoluta
Allocosa absoluta este o specie de păianjeni din genul Allocosa, familia Lycosidae. A fost descrisă pentru prima dată de Gertsch, 1934. Conform Catalogue of Life specia Allocosa absoluta nu are subspecii cunoscute.